# Championnat du Portugal de rugby à XV 2022-2023
Navigation
Championnat 2021-2022 Championnat 2023-2024
Le championnat du Portugal de rugby à XV 2022-2023 (aussi appelé Top 10) met aux prises les dix meilleurs clubs de rugby à XV du Portugal.

## Format de la compétition
Répartis dans une poule unique, les dix équipes s'affrontent en phase aller-retour. Les deux premiers sont qualifiés pour les demi-finales, tandis que les équipes classées de la 3e à la 6e place s'affrontent en barrage. Le dernier est relégué.
Avant le début de saison, le club de Técnico est exclu du championnat, à la suite de l'utilisation frauduleuse de joueurs lors de la saison précédente.

## Clubs de l'édition 2022-2023
| Lisbonne Coimbra Cascais Porto Lousã |

| Équipe               | Stade                                     | Ville    |
| -------------------- | ----------------------------------------- | -------- |
| Académica de Coimbra | Estádio Municipal Sérgio Conceição (en)   | Coimbra  |
| AEIS Agronomia       | Campo Rugby Tapada da Ajuda               | Lisbonne |
| CF Belenenses        | Belem Rugby Park                          | Lisbonne |
| GDS Cascais          | Estádio Municipal Dramático Cascais       | Cascais  |
| CDUL                 | Stade universitaire de Lisbonne           | Lisbonne |
| GD Direito           | Complexo Desportivo Miguel Nobre Ferreira | Lisbonne |
| CDUP                 | Estádio Universitário do Porto            | Porto    |
| CR São Miguel        | Parque de Rugby Bulldog                   | Lisbonne |
| SL Benfica           | Campos de rugby de Honra                  | Lisbonne |
| RC Lousã             | Estádio Municipal de Rugby José Redondo   | Lousã    |

## Phase régulière

### Classement
| Rang | Club       | J  | V  | N | D  | Pm  | Pe  | Diff | Pts |
| ---- | ---------- | -- | -- | - | -- | --- | --- | ---- | --- |
| 1    | Cascais T  | 18 | 15 | 0 | 3  | 477 | 339 | +138 | 66  |
| 2    | Direito    | 18 | 13 | 1 | 4  | 553 | 263 | +290 | 63  |
| 3    | Belenenses | 18 | 13 | 1 | 4  | 555 | 254 | +301 | 62  |
| 4    | Agronomia  | 18 | 12 | 1 | 5  | 448 | 277 | +171 | 58  |
| 5    | CDUL       | 18 | 9  | 1 | 8  | 559 | 325 | +234 | 51  |
| 6    | Benfica    | 18 | 10 | 0 | 8  | 486 | 329 | +157 | 48  |
| 7    | Lousã P    | 18 | 4  | 2 | 12 | 332 | 655 | -323 | 21  |
| 8    | São Miguel | 18 | 4  | 0 | 14 | 303 | 587 | -284 | 20  |
| 9    | CDUP       | 18 | 4  | 0 | 14 | 288 | 723 | -435 | 18  |
| 10   | Coimbra    | 18 | 3  | 0 | 15 | 335 | 584 | -249 | 16  |

|  | Qualifié pour les demi-finales (no 1, no 2).         |
|  | Qualifié pour les barrages (no 3, no 4, no 5, no 6). |
|  | Relégué (no 10).                                     |
|  | P : promu 2022 • T : champion 2022                   |

## Phase finale
|  | Quarts-de-finale | Quarts-de-finale |                |    | Demi-finales | Demi-finales |  |  | Finale | Finale |
|  | Quarts-de-finale | Quarts-de-finale |                |    | Demi-finales | Demi-finales |  |  | Finale | Finale |
|  |                  |                  |                |    |              |              |  |  |        |        |
|  |                  |                  |                |    |              |              |  |  |        |        |
|  |                  |                  |                |    |              |              |  |  |        |        |
|  | GDS Cascais      | 32               |                |    |              |              |  |  |        |        |
|  | GDS Cascais      | 32               | AEIS Agronomia | 39 |              |              |  |  |        |        |
|  | AEIS Agronomia   | 23               | AEIS Agronomia | 39 |              |              |  |  |        |        |
|  | AEIS Agronomia   | 23               | CDUL           | 13 |              |              |  |  |        |        |
|  |                  |                  | CDUL           | 13 | GDS Cascais  | 23           |  |  |        |        |
|  |                  |                  |                |    | GDS Cascais  | 23           |  |  |        |        |
|  |                  | GD Direito       | 31             |    |              |              |  |  |        |        |
|  | CF Belenenses    | GD Direito       | 31             | 21 |              |              |  |  |        |        |
|  | CF Belenenses    | GD Direito       | 28             | 21 |              |              |  |  |        |        |
|  | SL Benfica       | GD Direito       | 28             | 28 |              |              |  |  |        |        |
|  | SL Benfica       | SL Benfica       | 11             | 28 |              |              |  |  |        |        |
|  |                  | SL Benfica       | 11             |    |              |              |  |  |        |        |